# Glukonát zinečnatý
Glukonát zinečnatý je organická sloučenina, zinečnatá sůl kyseliny glukonové. Používá se jako doplněk stravy a také, pod názvem zincum gluconicum, jako homeopatikum.
Kyselina glukonová se vyskytuje v přírodě a vyrábí se kvašením glukózy, obvykle pomocí Aspergillus niger nebo jiných plísní, jako jsou Penicillium, či pomocí bakterií jako například Acetobacter, Pseudomonas a Gluconobacter. Lze jej také získat elektrolytickou oxidací, i když je tento proces nákladnější. Jeho výhodami jsou nižší mikrobiologický profil a vyšší výtěžnost reakce.

## Použití

### Léčba nachlazení
Glukonát zinečnatý se používá jako součást léku na nachlazení, bylo ovšem zjištěno že nejvýraznější účinek na dobu trvání nachlazení má octan zinečnatý. Byly provedeny pokusy s léčením nachlazení podáváním zinečnatých sloučenin nosem, ovšem zjistilo se, že zinek může v některých případech způsobit anosmii.

### Veterinární použití
Výrobek založený na glukonátu zinečnatém, rovněž obsahující arginin, se používá k chemické kastraci zvířat; u psů se podává injekčně přímo do varlat. Prodává se pod různými značkami jako jsou například Neutersol a Esterilsol.

## Bezpečnost
Po intranasální aplikaci některých produktů obsahujících glukonát zinečnatý byly zjištěny případy anosmie (ztráty čichu). V září 2003 proběhlo několik soudních sporů kvůli tomu, že si uživatelé stěžovali na skutečnost, že nosní gel s obsahem glukonátu zinečnatého a několika neaktivních přísad negativně ovlivnil citlivost jejich čichu a někdy také chuti. Společnost Matrixx Initiatives, Inc., výrobce tohoto přípravku, prohlásila, že jen málo lidí mělo problémy a anosmie mohla být způsobená samotným nachlazením. V lednu 2006 bylo vyřešeno 340 těchto sporů celkovým odškodněním 12 milionů dolarů.